# Mitsutani Kunishirō
Mitsutani Kunishirō (japanisch 満谷 国四郎; 10. November 1874 in der Präfektur Okayama – 12. Juli 1936) war ein japanischer Maler im Yōga-Stil.

## Leben und Werk
Mitsutani ging 1891 nach Tokyo und studierte ab dem folgenden Jahr Malerei unter Koyama Shōtarō (1857–1916) in dessen Schule „Fudōsha“ (不同舎). Von 1900 bis 1901 hielt er sich in Europa auf, stellte auf der Weltausstellung in Paris aus und erhielt eine Auszeichnung. Nach seiner Rückkehr gründete er mit Gleichgesinnten den „Pazifik-Kunstverein“ (太平洋画会, Taiheiyō gakai). 1907 wirkte Mitsutani bei der ersten Ausstellung des Kultusministeriums als Mitglied der Jury und erhielt im selben Jahr bei der Messe zur Förderung der Wirtschaft in Tokyo (東京府勧業博覧会, Tōkyō-fu kangyō hakurankai) einen ersten Preis. 
Von 1911 bis 1914 ging er wieder nach Europa und schloss sich stilmäßig der dortigen aktuellen Malerei an. 1925 wurde er Mitglied der Japanischen Akademie der Künste. Vom Ende der Taishō- bis zum Beginn der Shōwa-Zeit besuchte Mitsutani viermal China. Sein Stil änderte sich in dieser Zeit hin zu einer eigenen dekorativen Malerei. Wichtige Werke sind „Bericht vom Kampf“ (戦の話, Ikusa no hanashi, 1906), „Trauer über Vergänglichkeit“ (かりそめのなやみ, Karisome no nayami, 1907), „Haus auf dem Sandhügel“ (砂丘の家,  Sakyū no ie), „Roter Filz“ (緋毛氈, Himōsen). Mitsutani war an der Ausstattung der Meiji-Gedächtnisgalerie mit dem Bild „Besuch der Medizinischen Jikei-Hochschule“ (東京慈恵医院行啓, Tōkyō jikei iin gyōkei) beteiligt.

## Bilder

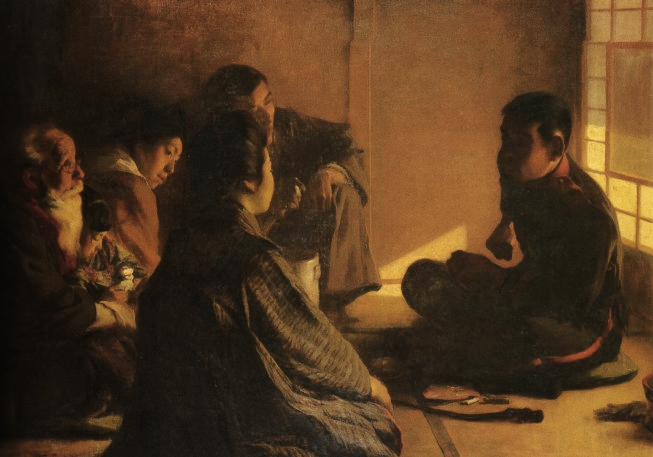
Bericht vom Krieg. 1906
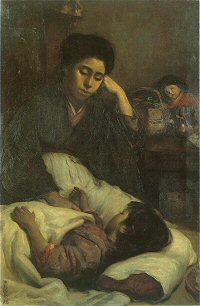
Trauer, 1907
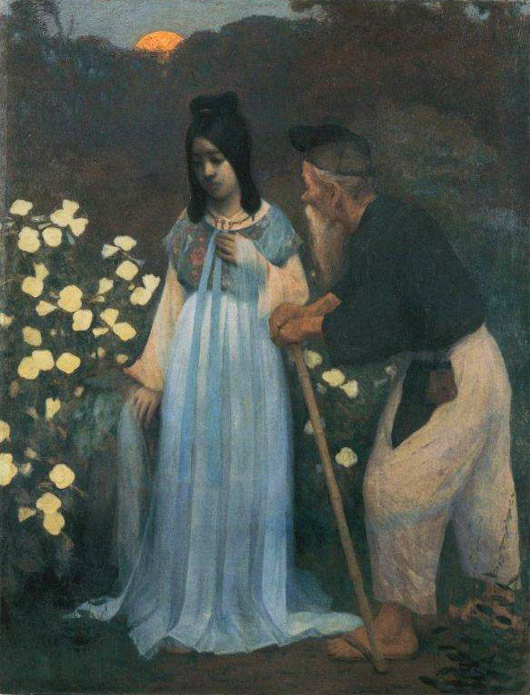
Prinzessin Kaguya[A 1]
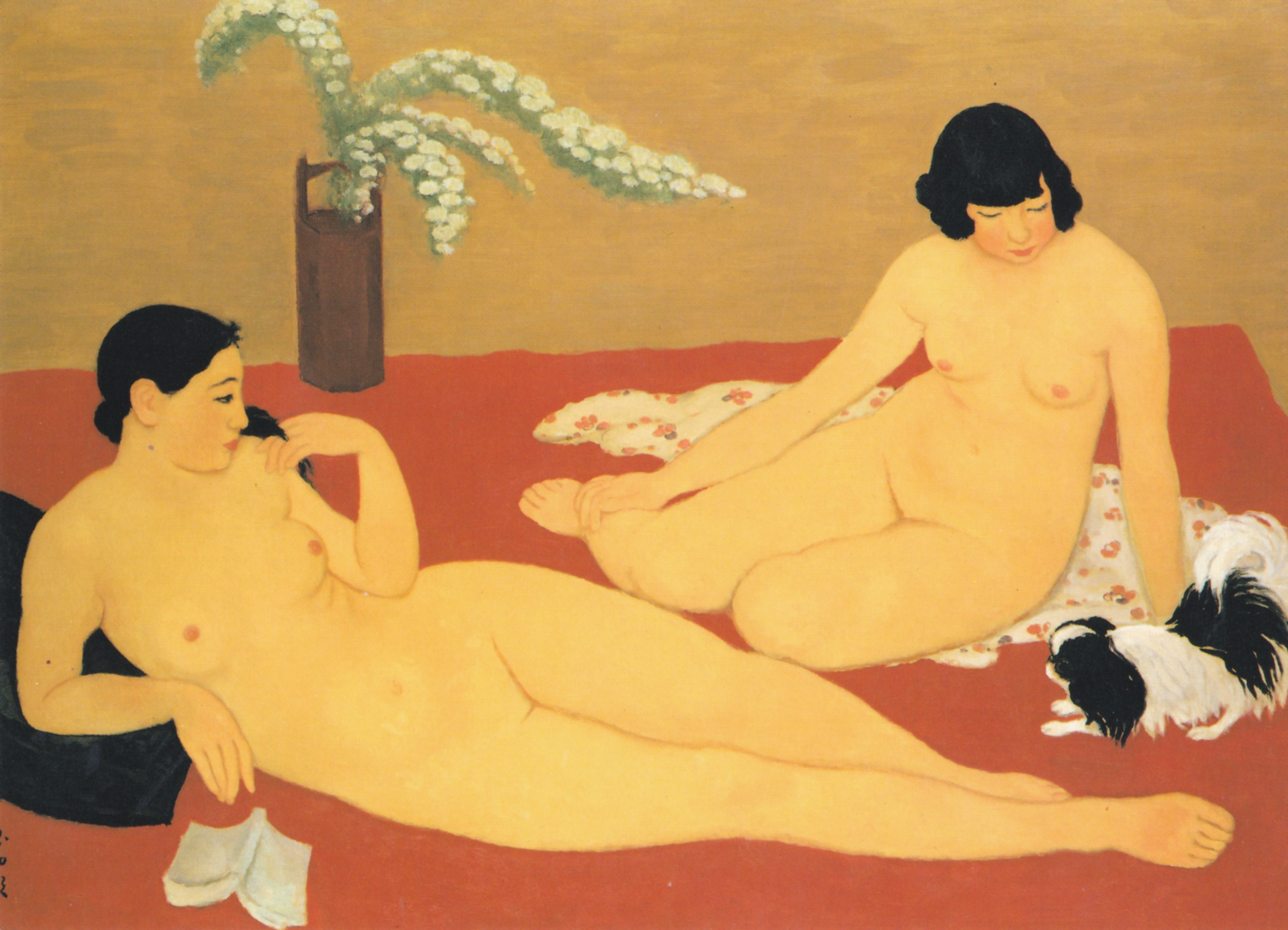
1921
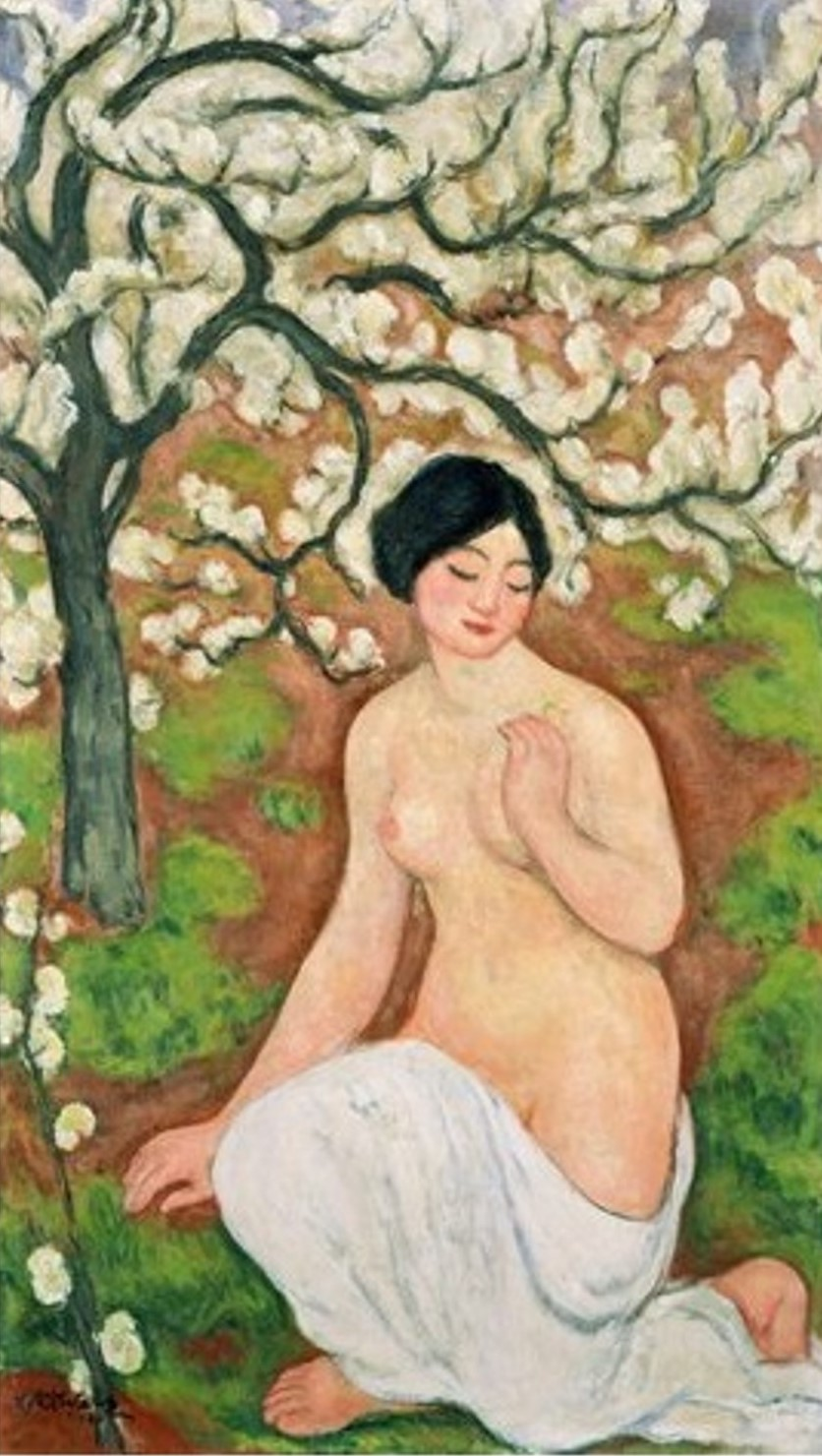
1921
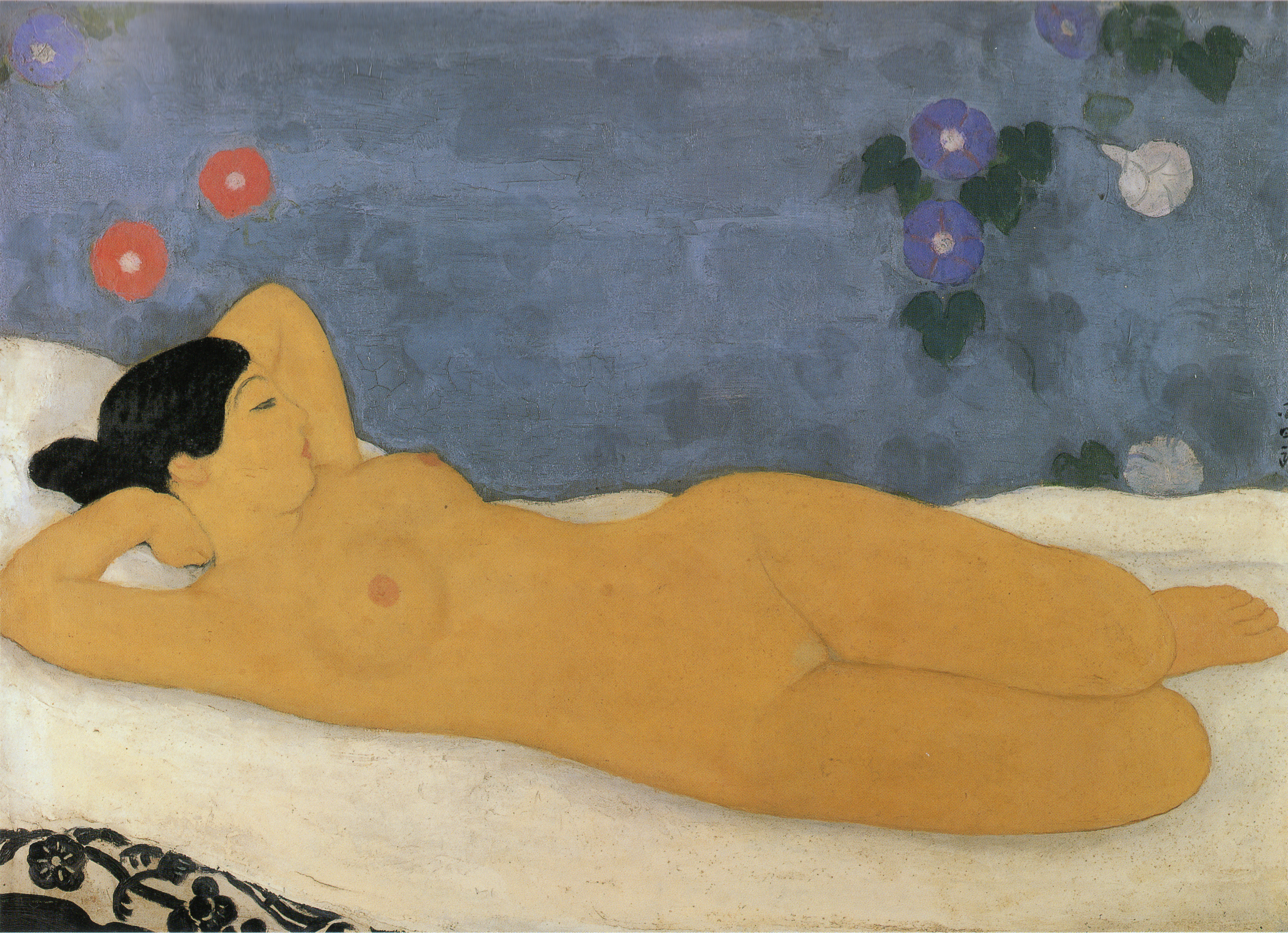
Am Morgen, 1929